# 翼幅荷重
翼幅荷重（よくふくかじゅう, 英: Span loading）とは、固定翼航空機や鳥などの飛翔体の主翼翼幅の単位長さあたりに加わる荷重（重量）のこと。同じ重量の2飛翔体を比較した場合、翼幅荷重の低いものは、もう一方に比べて主翼の幅が大きいことになる。抗力の一部である誘導抗力は翼幅荷重の二乗に比例するため、飛翔体の性能を表す指標として使われることがある。
ただし、重量と翼幅のみで定義されるため翼面積と縦横比は反映されず、これを変動させても同じ数値のままになる。土井武夫氏は三式戦闘機の設計段階で先に翼面積を決め翼幅をどうするかという段階で翼幅荷重を下げる方針をとった。つまり同一設計の機体でしか比較出来ない。

## 誘導抗力との関係
定常水平飛行している飛翔体の翼に生じる誘導抗力は以下のように表せる。

### 文字の定義
文字を次のように定義する。
- L = 局所流に対する揚力。一様流の垂直方向からはφだけ傾いている
- CL = 揚力係数
- W = 重量
- Di = 誘導抗力。局所流に対する揚力 の水平成分
- CD,i = 誘導抗力係数
- φ = 流入角、誘導角。一様流と吹き下ろしとのなす角。φ は小さいため {\displaystyle \cos {\phi }\simeq 1,\ \sin {\phi }\simeq \phi } と見なせる
- ρ = 流体の密度
- V = 飛行速度（一様流速度）
- v = 吹き下ろし速度
- U = 局所流速。ここでは使用しないが {\displaystyle U={\sqrt {V^{2}+v^{2}}}\ (\simeq V)} の関係がある
- b = 翼幅、スパン。左右の翼端間の距離
- S = 翼面積。翼を真上から見たときの投影面積
- AR = 翼のアスペクト比。AR := b2/S で定義される
- e = Oswald 効率係数、スパン効率係数などと呼ばれる係数。翼平面形が楕円翼からどれだけ離れているかによって与えられる。楕円翼で e = 1, その他の平面形では 0 < e < 1 であり、一般的には e = 0.7 - 0.95 程度である[3][4]。
- ARe = 有効アスペクト比。ARe = e・AR により与えられる
- be = 有効翼幅。ARe = be2/S から {\displaystyle b_{e}={\sqrt {A\!\mathrm {R} _{e}S}}=b{\sqrt {A\!\mathrm {R} _{e}/A\!\mathrm {R} }}=b{\sqrt {e}}} で与えられる

### 誘導抗力の導出
運動量理論から、局所流についての揚力 L は、
{\displaystyle L={\frac {1}{2}}\rho \pi {b_{e}}^{2}Vv}
と表せる。局所流は吹き下ろしによって一様流から角度 φ だけ傾いている。φ が小さいため、
{\displaystyle \phi :={\tan }^{-1}(v/V)\simeq v/V}
とできて、ここから v を消去すると
{\displaystyle \phi ={\frac {L}{(1/2)\rho V^{2}\pi {b_{e}}^{2}}}}
が求まる。また重量は揚力の鉛直成分（すなわち一様流に対する揚力）と等しいが、やはり φ が小さいために
{\displaystyle W=L\cos {\phi }\simeq L}
とできる。したがって誘導抗力 Di は、
{\displaystyle D_{i}:=L\sin {\phi }\simeq W\phi ={\frac {W^{2}}{(1/2)\rho V^{2}\pi {b_{e}}^{2}}}={\frac {2}{\pi \rho }}{\left({\frac {W}{b_{e}}}\right)}^{2}{\frac {1}{V^{2}}}}
となる。この式から、誘導抗力が翼幅荷重 W/be の2乗に比例することがわかる。

### 誘導抗力係数とアスペクト比
「翼幅荷重の二乗に比例」と言っても、実際には翼幅だけを変えるわけにはいかない。必要な揚力を生み、同時に形状抗力をできるだけ低減するためには、一定の翼面積（ないし翼面荷重）が要求される。翼面積を一定に保ったまま翼幅を変えるということは、アスペクト比を変えていることに他ならない。
また別の観点からは、力のように有次元の値でなく、無次元の係数によって評価することが好まれる場合もある。たとえば風洞において計測された模型の抗力と実機の抗力とは当然異なるが、相似則を満たしていれば抗力係数は一致する。
こうした理由から、誘導抗力係数 CD,i を
{\displaystyle C_{D,i}={\frac {{C_{L}}^{2}}{\pi A\!\mathrm {R} _{e}}}}
と表し（導出は省略）、（有効）アスペクト比の大小で誘導抗力係数を語ることも多い。この場合誘導抗力は
{\displaystyle D_{i}:={\frac {1}{2}}\rho V^{2}SC_{D,i}}
と求まる。

## 実機における例

### 亜音速機
上記のように、誘導抗力は飛行速度の逆数の二乗に比例する。一方で、形状抗力は速度の二乗に比例するため、高速で飛行するほど抗力の内訳に対して誘導抗力が占める割合は小さくなる。逆に、亜音速で飛行するレシプロ機のようなあまり高速で飛行しない飛行機では、誘導抗力の占める割合が大きくなるため、誘導抗力に二乗で働く翼幅荷重の影響も大きくなる。
例えば第二次世界大戦当時の大型爆撃機や輸送機などでは、燃料消費を少なくし経済性を高めるために抗力の減少が求められたので、より翼幅荷重が小さくアスペクト比が大きい、すなわち細長い翼となった。同様の事は現代のジェット旅客機や、滑空機（グライダー）、ひいては鳥や翼竜などについても言える。ただし、「翼幅荷重が小さい航空機は、重心から離れた位置にエルロンを配する事ができるため、モーメントによるエルロンの効きがよくなり横転性能が向上するという利点がある。」というのは誤解で、横転性能はエルロン装着部分の主翼面積が宿命的な影響を持ち、人力操舵力の限界や翼のたわみ、かき分ける空気量（横転の抵抗）の差などにより、翼幅が大きいほど横転が鈍くなる。一般に翼幅14ｍを超えると横転が鈍くなり翼幅10ｍ以下では横安定に注意する必要がある

### 超音速機
超音速で飛行する機体については、前述の理由に加え飛行速度が音速を超えるあたりで増大する造波抗力のために抗力の内訳で誘導抗力が占める割合自体が減少し、造波抗力低減のために主翼に後退角をつける必要が生じ大きな翼幅を確保することが困難になることなどが原因で、前時代の亜音速機ほどには翼幅荷重の追求に対する優先度は高くない。実際に戦闘機ではデルタ翼やクリップトデルタなど、超音速輸送機 (SST) でもダブルデルタやオージー翼、クランクトアローなどといった、アスペクト比の大きくない翼幅の小さな翼平面形が採用されることが多い。
例外として、F-5戦闘機やF/A-18戦闘攻撃機は翼幅荷重を小さくする（後退角を小さくする）設計に務めており、高速性能や加速性能には劣るものの、遷音速域での運動性に優れる事で知られる、
超音速での飛行性能と亜音速での巡航性能の両立が求められる場合には、F-14やB-1のように可変翼を採用し巡航時の翼幅荷重を下げるといった手法がとられることもあったものの、整備性や機体重量増加などの観点から新規で可変翼を採用しようという動きは見られない。